# Fabián (Fußballspieler)
Fabián Ruiz Peña (* 3. April 1996 in Los Palacios y Villafranca) ist ein spanischer Fußballspieler, der seit August 2022 bei Paris Saint-Germain unter Vertrag steht. Der Mittelfeldspieler ist seit Juni 2019 spanischer Nationalspieler.

## Vereinskarriere

### Betis Sevilla
Der in Los Palacios y Villafranca geborene Fabián begann in frühster Kindheit beim lokalen Klub EF La Unión mit dem Fußballspielen. Im Jahr 2004, im Alter von acht Jahren, wechselte er in die Jugendabteilung Betis Sevillas. 2014 stieß Fabián zu der Reserve des Clubs, welche zu dieser Zeit in der Segunda División B spielten. Sein erstes Spiel absolvierte er am 21. September, als er gegen den FC Marbella in der Halbzeitpause eingewechselt wurde. Das Spiel endete mit einer 1:4-Niederlage seines Teams.
Bereits am 13. Dezember 2014 kam Fabián zu seinem ersten Einsatz für die Profimannschaft von Betis in der Segunda División. Im Spiel gegen CD Lugo wurde er in der 51. Minute für Xavi Torres eingewechselt. In derselben Saison gelang Betis Sevilla der Wiederaufstieg, nach dem Abstieg im vorigen Jahr. Zu seinem ersten Spiel in der höchsten Liga Spaniens kam er am 23. August 2015. Beim 1:1-Unentschieden gegen den FC Villarreal, wurde er für Alfred N’Diaye eingewechselt.
Fabián verlängerte am 23. Dezember 2016 seinen Vertrag bis 2019, wurde jedoch am 2. Januar 2017 an den Zweitligisten Elche verliehen. Sein erstes Tor im Profibereich gelang ihm am 17. März 2017. Dieses Tor, welches er beim 3:1-Auswärtssieg Elches gegen Gimnàstic de Tarragona erzielen konnte, blieb Fabiáns Einziges für Elche in 18 Einsätzen.
Zur Saison 2017/18 kehrte Fabián nach Sevilla zurück. Dort feierte der Mittelfeldspieler seinen Durchbruch und konnte sich in kurzer Zeit in die Startformation spielen. In 34 Einsätzen in der Liga konnte er drei Tore erzielen und sechs Vorlagen beisteuern.

### SSC Neapel
Zur Saison 2018/19 zog der SSC Neapel Fabiáns Ausstiegsklausel in Höhe von 30 Millionen Euro. Beim Serie-A-Klub unterschrieb der Spanier einen Kontrakt bis 2023. Sein erstes Tor für die Azzurri erzielte er am 20. Oktober beim 3:0-Auswärtssieg gegen Udinese Calcio. In 40 wettbewerbsübergreifenden Einsätzen erzielte Fabián Ruiz sieben Tore und bereitete zwei weitere vor. In der nächsten Spielzeit 2019/20 bestritt er 46 Pflichtspiele, in denen er vier Treffer und sechs Vorlagen sammelte.

### Paris Saint-Germain
Am 30. August 2022 unterschrieb Fabián einen Vertrag über fünf Jahre bei Paris Saint-Germain.

## Nationalmannschaft
Fabián repräsentierte sein Heimatland bereits in U19- und U21-Nationalmannschaften, bevor er erstmals im März 2019 von Trainer Luis Enrique für die A-Auswahl nominiert wurde. Sein Debüt folgte jedoch erst am 7. Juni 2019 beim 4:1-Auswärtssieg bei der Qualifikation zur Europameisterschaft 2020 gegen Färöer. Am 18. November erzielte er beim 5:0-Heimsieg im Qualifikationsspiel gegen Rumänien seinen ersten Länderspieltreffer.
Bei der Europameisterschaft 2021 stand er im spanischen Aufgebot, das im Halbfinale gegen Italien ausschied.

## Titel und Auszeichnungen

### Nationalmannschaft
- Europameister: 2024
- UEFA-Nations-League-Sieger: 2023
- U21-Europameister: 2019

### Vereine
International
- Champions-League-Sieger: 2025 (Paris Saint-Germain)
- UEFA-Super-Cup-Sieger: 2025 (Paris Saint-Germain)

Spanien
- Zweitligameister und Aufstieg in die Primera División: 2015 (Betis Sevilla)

Italien
- Pokalsieger: 2020 (SSC Neapel)

Frankreich
- Meister (3): 2023, 2024, 2025 (alle Paris Saint-Germain)
- Pokalsieger (2): 2024, 2025 (beide Paris Saint-Germain)
- Supercupsieger: 2024 (Paris Saint-Germain)

### Auszeichnungen
- Bester Spieler der U-21-Europameisterschaft 2019
- Wahl in das Team des Turniers der Europameisterschaft 2024